# Chiesa di San Francesco delle Stimmate
La chiesa di San Francesco delle Stimmate e il monastero dell'Ordine francescano retto secondo la regola delle clarisse urbaniste di Santa Chiara sotto il titolo delle «Stimmate di San Francesco» costituivano un aggregato monumentale affacciato sulla via Maqueda, sull'area corrispondente all'attuale prospetto del Teatro Massimo, nel centro storico della città di Palermo.

## Storia

### Epoca spagnola
Il monastero fu fondato nel 1602 su iniziativa di donna Imara Branciforti, figlia di don Fabrizio Branciforti, principe di Butera, e di donna Caterina Barresi. Alla coppia di coniugi benefattori si aggregarono donna Giovanna e donna Lucia Settimo, marchesi di Giarratana. Per l'edificazione fu investita la favolosa dote della nobile donzella e la comunità fu nel tempo dotata di consistenti rendite e ricchissime donazioni. Abbandonato il monastero della Pietà per problemi di salute, donna Imara volle proseguire la sua vita religiosa, pertanto la madre donna Caterina per esaudire il desiderio della figlia, provvide a comprare dei fabbricati nei pressi di Porta Maqueda e fondare una nuova istituzione.
I lavori del piccolo aggregato monastero - chiesetta ebbero inizio nel 1602. Il 18 agosto 1603 a costruzione completata, Papa Clemente VIII sancì la fondazione con bolla pontificia secondo la regola delle clarisse di Santa Chiara assegnando il titolo delle «Stimmate di San Francesco». Sin dall'inizio fu l'istituzione favorita dalle donzelle appartenenti alle classi nobili della città. Erano ammesse soltanto 50 novizie, che provenivano esclusivamente dall'aristocrazia palermitana, per questo motivo era anche conosciuto come monastero delle Dame.
Fu governato dalle religiose provenienti dal monastero di Santa Maria di Monte Oliveto e in questo contesto donna Imara prese i voti mutando il suo nome in Maria Francesca.

### Epoca contemporanea
Nel settembre 1866, durante i moti insurrezionali noti come rivolta del 7 e mezzo, il monastero fu preso d'assalto dagli insorti che lo utilizzarono come fortino contro l'esercito del Regno d'Italia, tumulti scoppiati col pretesto dell'avversità alla coscrizione obbligatoria e della denuncia dello spettro della miseria sempre incombente.
Al termine di queste vicende, sedata la rivoluzione, le monache furono allontanate, e in ottemperanza alle leggi eversive circa la soppressione degli ordini religiosi, l'edificio rimase inutilizzato fino al suo abbattimento.

### Demolizione
Nel 1875 seguì la demolizione per consentire la costruzione del Teatro Massimo. Dopo l'Unità d'Italia il consiglio comunale identificò l'area nella zona di Porta Maqueda, procedendo con l'esproprio dei terreni ove sorgevano molte chiese e monasteri: la chiesa di San Francesco delle Stimmate e il monastero delle Clarisse, la chiesa di San Giuliano e il monastero dell'Ordine Teatino sotto il titolo dell'«Immacolata Concezione», la chiesa di Sant'Agata delle Scorruggie alle Mura - sorta sull'area ove era documentata la casa di Sant'Agata, la chiesa di Santa Marta.

## Architettura
La chiesa e il monastero occupavano l'ultimo isolato della via Maqueda verso settentrione ed erano entrambi rivolti ad oriente. La facciata era sontuosa con intagli e statue. L'interno a navata unica di ordine corinzio, coro all'ingresso sostenuto da colonne e quattro cappelle laterali. Le prime due presso l'ingresso erano decorate con ornamenti in stucco, opere di Giacomo Serpotta.

### Navata destra
- Prima campata: Cappella delle Stimmate di San Francesco. Sull'altare campeggiava il quadro raffigurante le Stimmate di San Francesco, opera di Guglielmo Borremans.[6] Il dipinto fu sostituito nel 1823 da una tela con lo stesso soggetto, opera di Giovanni Carini.
- Seconda cappella: Cappella della Vergine Maria. Sull'altare era collocato il quadro raffigurante la Pietà, opera di Albrecht Dürer, dono del sacerdote don Giovanni Ingarsia, il quale fu sepolto davanti all'altare.[6]

### Navata sinistra
- Prima campata: Cappella dell'Immacolata Concezione. Sulla parete è documentato il quadro raffigurante l'Immacolata Concezione, opera di Vincenzo Marchese del 1717.[5]
- Secondo campata: Cappella del Santissimo Crocifisso. Nell'ambiente si venerava un artistico Crocifisso.

### Altare maggiore
L'altare maggiore originariamente con custodia in pietre dure fu sostituito nel 1828 con un altare alla moderna di stile neoclassico. Il ciclo di affreschi fu realizzato da Guglielmo Borremans e ai lati vi erano due quadroni dipinti dal cavalier Mattia Preti.
- Cornu evangelii: Vittoria di Gedeone sui madianiti.[5]
- Cornu epistolae: Visita dei tre angeli ad Abramo.[5]

Ben presto questi ultimi furono sostituiti con tele di Giovanni Patricolo che realizzò anche la pala della Santissima Trinità collocata sull'altare maggiore.

## Stucchi di Giacomo Serpotta
Uno splendido apparato decorativo in stucchi ornava le prime due cappelle prossime l'ingresso. Le statue allegoriche della Purezza e della Fortezza, putti, medaglioni con teatrini. Dalla furia distruttrice furono recuperati alcuni frammenti e custoditi dapprima al Museo Nazionale dell'Olivella. Oggi, dopo un accurato restauro, sono esposti nella chiesa di Santa Maria della Vittoria sotto l'Oratorio dei Bianchi.
- 1703 - 1704, Eterno Padre, Allegoria della Carità, Santa Rosalia, singoli manufatti in stucco con dorature provenienti dalla Cappella della Vergine.
- 1703 - 1704, Allegoria della Vittoria e Allegoria della Purezza, singoli manufatti in stucco con dorature provenienti dalla Cappella della Pietà.

Uno degli altari con rivestimenti in lapislazzuli fu riassemblato nella Cappella di San Pietro e Sant'Agata della cattedrale. Altri arredi di pregevole fattura come i grandi torcieri d'altare, sedia presidenziale con 4 sgabelli, armadi da sacrestia, il banco dei ministranti, le consolle con angeli reggipiano, credenze e una campana, fanno parte degli arredi della chiesa di Sant'Ippolito Martire.

## Monastero
- 1603, Con la concessione della clausura è canonicamente eretto il monastero retto secondo la regola delle clarisse urbaniste di Santa Chiara sotto il titolo delle «Stimmate di San Francesco».[2]

Dopo lo sfratto per esproprio, le religiose assieme a quelle provenienti dal monastero dei Sette Angeli, queste ultime con sede gravemente danneggiata, confluiscono nel monastero di Santa Maria della Pietà.